# Лазиоцереус
Лазиоцереус — род перуанских кактусов.
Род был описан Фридрихом Риттером в 1966 году. Название в переводе означает «шерстяной цереус» (греч. λάσιος — «шерстяной»). Действительно, цветки лазиоцереусов густо опушены и покрыты волосками.

## Виды
Хотя специалисты из Международной группы по систематике кактусов сомневаются в правомочности существования данного рода и склонны относить два его вида к роду Хагеоцереус (Haageocereus), лазиоцереусы продолжают фигурировать в книгах и сводках, посвящённых систематике кактусов.
По информации базы данных The Plant List, род включает 2 вида:
- Lasiocereus fuivus F.Ritter
- Lasiocereus rupicola F.Ritter